# Sârbeni, Teleorman
Sârbeni este un sat în comuna cu același nume din județul Teleorman, Muntenia, România. Se află în partea de nord-est a județului. La recensământul din 2002 avea o populație de 839 locuitori.
Până în anul 1950, satul Sârbeni a fost comună aparținînd de plasa Neajlov, județul Vlașca.
La începutul verii 1950, a apărut zvonul că ”În 7 a 7-a se va întâmpla ceva“.
Vara debutase cu secetă. Se secerase grâul, însă nimeni nu-l transporta la arie de teama cotelor obligatorii care se introduseseră în acel an.
În noaptea dinspre 7 a 7-a a plouat puțin. Țăranii care aveau atelaje au plecat dis-de-dimineață la câmp să rărițeze porumbul (rarița a II-a).
Pe la ora 10 a apărut Ghiță al lui Tolfanu, salariat la primărie, care anunța populația să vină la primărie unde sunt doi delegați de la plasă, veniți să micșoreze cotele sau să le dsființeze. Accentua să vină mai multe femei care sunt mai convingătoare pentru că, recent, se înființase UFDR-ul.

Noi, copíii, am alergat spre primărie. Am găsit mulțime de norod adunată pe terenul vis-a-vis